# Zdzisław Chmielewski
Zdzisław Kazimierz Chmielewski (ur. 4 października 1942 w Falborzu) – polski historyk, archiwista, profesor nauk humanistycznych, były rektor Uniwersytetu Szczecińskiego, w latach 2004–2009 poseł do Parlamentu Europejskiego z ramienia Platformy Obywatelskiej.

## Życiorys
Ukończył studia z zakresu historii na Uniwersytecie Mikołaja Kopernika w Toruniu. Uzyskiwał następnie stopnie doktora i doktora habilitowanego. W 1996 otrzymał tytuł profesora nauk humanistycznych. Pracował w miejskim archiwum w Szczecinie, od 1985 pozostawał zawodowo związany z Uniwersytetem Szczecińskim, od 1999 do 2005 był rektorem tej uczelni. Pełnił funkcję kierownika Katedry Historii Prawa na Wydziale Prawa i Administracji US. Jest autorem ponad 100 rozpraw, monografii, artykułów dotyczących archiwistyki, historii najnowszej oraz integracji europejskiej.
W wyborach do Parlamentu Europejskiego w 2004 kandydował z listy Platformy Obywatelskiej z okręgu obejmującego województwo zachodniopomorskie oraz województwo lubuskie. Zdobył mandat, uzyskując 40 256 głosów (najlepszy wynik w okręgu). W 2009 nie ubiegał się o reelekcję.

## Wybrane publikacje
- Polska myśl archiwalna w XIX i XX wieku, Warszawa-Szczecin 1994.
- Problemy archiwistyki podzielonej Europy. Selekcja i opracowanie dokumentacji 1918–1991, Warszawa 2017.
- Z archiwistyką po Europie w XX wieku, Wydawnictwo Naukowe Uniwersytetu Szczecińskiego, Szczecin 2017.

## Odznaczenia
W 2004 otrzymał Krzyż Kawalerski Orderu Odrodzenia Polski.